# Bronson (Florida)
Bronson is een plaats (town) in de Amerikaanse staat Florida, en valt bestuurlijk gezien onder Levy County.

## Demografie
Bij de volkstelling in 2000 werd het aantal inwoners vastgesteld op 964.
In 2006 is het aantal inwoners door het United States Census Bureau geschat op 1058, een stijging van 94 (9,8%).

## Geografie
Volgens het United States Census Bureau beslaat de plaats een oppervlakte van
10,4 km², waarvan 10,2 km² land en 0,2 km² water.

## Plaatsen in de nabije omgeving
De onderstaande figuur toont nabijgelegen plaatsen in een straal van 24 km rond Bronson.